# Linda bei Neustadt an der Orla
Linda bei Neustadt an der Orla är en ortsteil i kommunen Neustadt an der Orla i Saale-Orla-Kreis i förbundslandet Thüringen i Tyskland. Linda bei Neustadt an der Orla var en kommun fram till 31 december 2019 när den uppgick i Neustadt an der Orla. Kommunen Linda bei Neustadt an der Orla hade 381 invånare 2019.